# Guerriero freccia
I guerrieri freccia sono una delle poche unità di schermagliatori presenti nell'esercito azteco.
Indossavano semplici costumi e non erano dotati di alcuno scudo.
Utilizzavano un'arma molto particolare, una specie di grande freccia utilizzata come un giavellotto, con l'unica differenza che era più pesante e che l'ultima non veniva lanciata ma utilizzata come una sorta di lancia nel combattimento corpo a corpo con gli avversari.